# استقلال القضاء

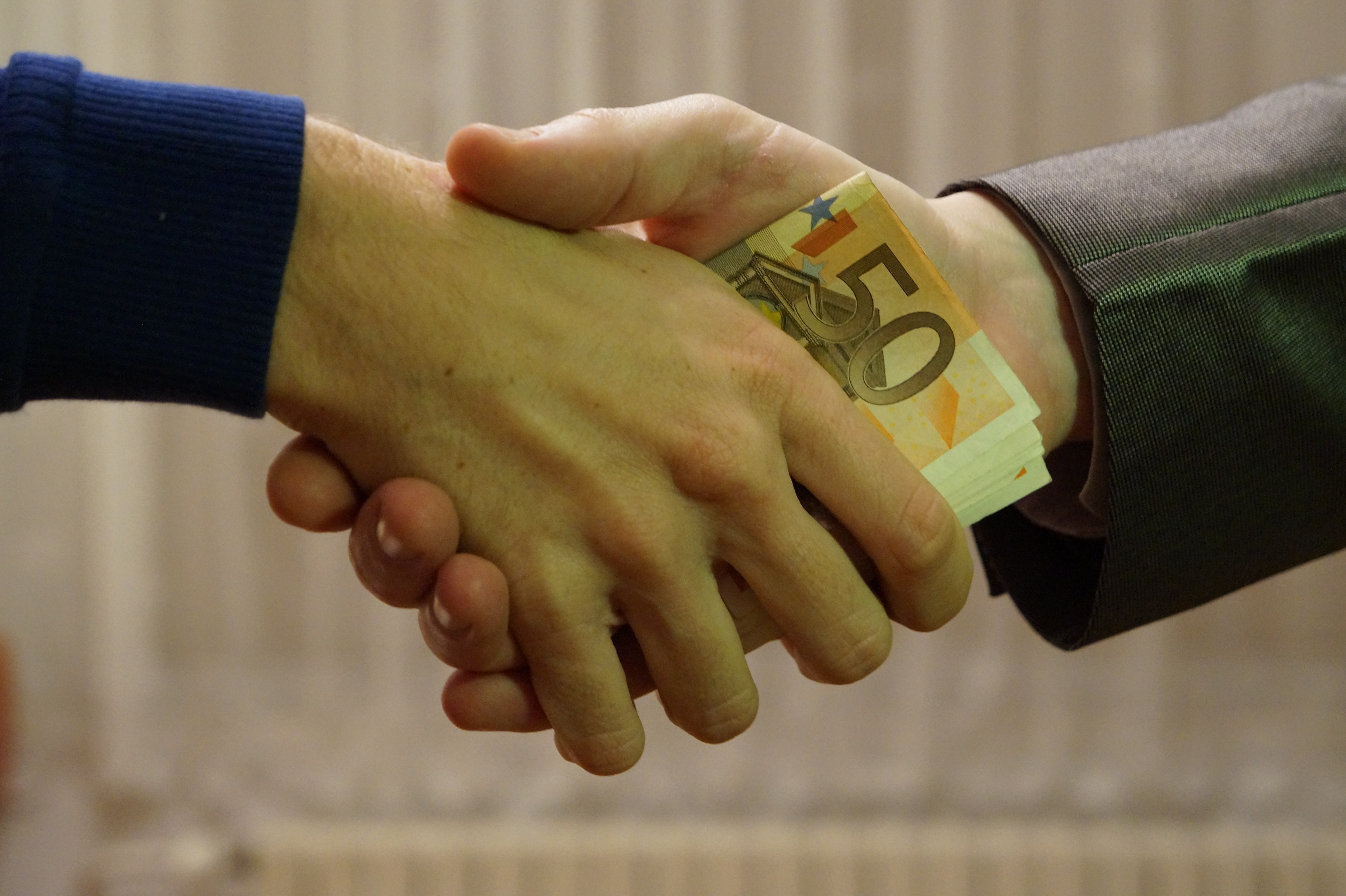

استقلالية القضاء هي العقيدة القائلة بأن القرارات القضائية يجب أن تكون حيادية وغير خاضعة لنفوذ الفروع الأخرى للحكومة (التنفيذية والتشريعية) أو لنفوذ المصالح الخاصة أو السياسية، وبعبارة أخرى ما يسمى فصل بين السلطات الذي يمكن تلخيصه بمقولة لادوارد جيبون صاحب كتاب «اضمحلال وسقوط الامبراطورية الرومانية» والتي تعود إلى عام 1776، تلخص مبدأ الفصل بين السلطات في أن (مزايا أي دستور حر تعدو بلا معنى حين يصبح من حق السلطة التنفيذية ان تعين أعضاء السلطة التشريعية والقضائية)ففي معظم الحالات يتم ضمان استقلالية القضاء من خلال إبقاء القضاة لمدد طويلة وأحياناً مدى الحياة في مناصبهم وجعل إزاحتهم من مناصبهم أمراً صعباً.
المملكة المتحدة
هذا الجانب من فصل السلطات يعد أقل بروزاً في المملكة المتحدة مما هو عليه في الولايات المتحدة الأمريكية. فالعوامل الرئيسية التي تساعد في ضمان استقلالية القضاء هي:
الاختيار: بهدف تعزيز استقلالية القضاء صُممت عملية اختيار القضاة بحيث تقلل من التأثير السياسي إلى أدنى حد ممكن. وتركز عملية الاختيار على الأعضاء المسنين في سلك القضاء عوضاً عن التركيز على السياسيين.
الرواتب والمكافآت: يتم تحديد رواتب القضاة عن طريق هيئة خاصة لمراجعة الرواتب. حيث توصي الهيئة المذكورة الحكومة بعد الاستشهاد بأدلة مختلفة من مصادر متنوعة. تقبل الحكومة هذه التوصيات وجرت العادة على أن تنفذها بشكل كامل.
التنظيم: مهنة القضاء هي منظمة تنظم نفسها بنفسها، فمثلاً هي (أي المهنة) مسؤولة عن معاييرها المهنية وعن التعامل مع الذين لا يرتقون بعملهم إلى تلك المعايير. وفي حال حدوث الخلل المذكور فإن الهيئات التي تعمل على تصحيحه هي نقابة المحامين وجمعية القانون.
ضمان البقاء في المنصب: طالما مارس القضاة عملهم «بشكل جيد» فإنهم يبقون في مناصبهم لحين رغبتهم بالتقاعد أو لحين بلوغهم السبعين من العمر.
المعاهدات السياسية: هناك معاهدتان سياسيتان مهمتان تساعدان في الحفاظ على استقلالية القضاء.
- البرلمان لا يعلق على القضايا التي لا زالت بين يدي المحكمة.
- وفق المبدأ المعروف بالـ«الامتياز البرلماني» فإن لاعضاء البرلمان الحق فيبعض الحالات المعينة بالحصول على حماية تحول دون محاكمتهم من قبل المحاكم.

الولايات المتحدة الأمريكية
تعطي الحكومة الفدرالية في الولايات المتحدة مثلاً أعضاء المحكمة العليا وجميع أعضاء محاكم الولايات ومحاكم الاستئناف حق البقاء في مناصبهم مدى الحياة. وللقضاة الفدراليين الآخرين حق البقاء في مناصبهم مدداً طويلة كأن تكون 15 سنة لقضاة المحاكم المختصة بقضايا الإفلاس.
من الأعمدة الأخرى لاستقلالية القضاء هو الاختيار الصحيح للقضاة. فنقابة المحامين الأمريكية التي تدافع عن تعيين القضاة الذين اجتازوا لجان الكشف (أو ما يدعى بالاختيار على أساس الكفاءة) لا زالت في جدال مع برلمانات العديد من الولايات الأمريكية التي تفضل لا اختيار القضاة بناء على انتخابات يشترك فيها الشعب. إذ ترى نقابة المحامين الأمريكية وفروعها في كافة الولايات عموماً انتخاب القضاة بهذه الصورة على أنه يقوم على أساس مهارة القاضي السياسية وليست القضائية.
في قضية دعوى آل غور ضد جروج بوش للاعتراض على نتائج الانتخابات صوت القضاة الذين كان قد عينهم جورج بوش الأب لصالح جورج بوش الابن مما أدى إلى انتخابه رئيساً وهو ما
أدى إلى إبطال القرار المناقض الذي إتخذته المحكمة العليا في فلوريدا وأغلب أفرادها معينين من قبل حكام الولاية من الديمقراطيين، وهو مايراه الكثير تعزيزاً لمطالبتهم باستقلالية القضاء. لقد وجهت هذه القضية المزيد من الاهتمام على نتائج الدعاوى القضائية في مقابل التركيز التقليدي على المؤهلا القضائية.
كندا
لكندا مستوى من استقلالية القضائية مجسدة في دستورها إذ يمنح الدستور المحاكم سلطات عليا بضمانات متنوعة لاستقلالية القضائية كما ورد في القسمين 96 و 100 من قانون الدستور لعام 1867. وتشمل هذه الحقوق حق بقاء القاضي في منصبه (رغم دخول تعديلات على الدستور المذكور إذ تم إدخال تعديل التقاعد الإجباري للقضاة عند سن 75 سنة) والحق في الحصول على راتب تحدده برلمان كندا (وكانت السلطة التنفيذية قبل ذلك تحدد راتب القاضي). وفي عام 1982 تم توسيع إستقالالية القضاء أكثر لتشمل المحاكم الصغرى المختصة بقانون العقوبات (ولم يشمل ذلك المحاكم المختصة بالدعاوى المدنية) وذلك وفق القسم (11) من الوثيقة الكندية للحقوق والحريات، وذلاك رغم أنه في قضية فالنتي المقيدة ضد الملكة في عام 1985 إتضح بان تلك الحقوق هي حقوق محدودة. إلا ان تلك الحقوق تشمل رغم ذلك ضمان البقاء في الوظيفة وضمان الاستقرار المادي وبعض القيود الإدارية.
شهد العام 1997 تحولاً كبيراً في إتجاه تعزيز استقلالية القضاء حينما توصلت المحكمة العليا في كندا في قضيد تحديد مؤهلات القضاة الإقليميين بأن هناك عرفاً دستورياً غير مدون يضمن الاستقلالية القضائية لجميع القضاة بمن فيهم قضاة المحاكم المدنية. وينص هذا العرف غير المدون على أن هذا العرف يرد ضمناً في ديباجة دستور عام 1867. وبالنتيجة تقوم لجان التعويض القضائية في مقابل السلطة التنفيذية وحتى البرلمان برفع التوصيات الخاصة بتحديد رواتب القضاة.